# 黄芩素
黄芩素（英語：Baicalein，也称为5,6,7-三羟基黄酮，5,6,7-trihydroxyflavone）是一种天然的黄酮类化合物，存在于黄芩（学名：Scutellaria baicalensis）、木蝴蝶（学名：Oroxylum indicum）、百里香（学名：Thymus）等植物中，黄芩苷是其与葡萄糖醛酸形成的糖苷。